# Distrito de Westland
O distrito de Westland  (em inglês Westland District) é um distrito situado a oeste da Ilha do Sul na Nova Zelândia, faz parte da região da Costa Oeste. 
A sua geografia consiste numa tira larga e estreita de terra entre os Alpes do Sul e o mar de Tasmânia. 
E uma das zonas mais povoadas de Nova Zelândia, com uma superficie de 11.880 kilómetros cuadrados e uma população de 8.403 habitantes (2006).